# سیارک ۲۴۳۳۳
سیارک ۲۴۳۳۳ (به انگلیسی: 24333 Petermassey، نامگذاری:2000AA70) بیست و چهار هزار و سیصد و سی و سومین سیارک کشف شده‌است که در ۵ ژانویه ۲۰۰۰ کشف شد.
قدر مطلق سیارک برابر ۱۶.۲ است.